# スペイン関係記事の一覧
スペイン関係記事の一覧（スペインかんけいきじのいちらん）はスペインに関連する記事を50音順に列挙したものである。
- スペイン出身者の一覧については、スペイン人の一覧を参照。
- スペインの都市（ムニシピオ）の一覧については、スペインの都市の一覧を参照されたし。

## あ行
- アイオリソース
- アウト・デ・フェ
- 青師団
- アオーラ・マドリード
- ア・コルーニャ県
- ア・コルーニャ空港
- ア・コルーニャ人間科学館
- マヌエル・アサーニャ
- アストゥリアス皇太子賞
- アストゥリアス空港
- アストゥリアス語
- アストゥリアス州
- アストゥリアス人
- アストゥリアス・レオン語
- アストゥリエス・ブロック
- アタプエルカ
- アトーチャ駅
- アドボ
- アドルフォ・スアレス・マドリード＝バラハス空港
- アノーバ＝イルマンダーデ・ナショナリスタ
- アビラ
- アビラ県
- アマユール
- アラゴン語
- アラゴン州
- アラゴン人
- アラゴンのムデハル様式の建築物
- アラゴン方言
- アラバ県
- アラン語
- アランフエス
- アリカンテ＝エルチェ空港
- アリカンテ県
- アル・アンダルス＝アラビア語
- アルカサル
- アルカサル (セゴビア)
- アルカサル (セビリア)
- アルカサル (トレド)
- アルカラ大学
- アルタミラ洞窟
- アルテルナティーバ・ガレーガ・デ・エスケルダ
- アルバイシン
- アルバセテ県
- アルハミヤー文学
- アルハンブラ宮殿
- アルムデナ大聖堂
- イサーク・アルベニス
- アルメリア県
- アロス・コン・レチェ
- アン・クムー・プデム
- アンダルシーア国民党
- アンダルシーア社会党
- アンダルシーア社会労働党
- アンダルシア州
- アンダルシア人
- アンダルシア方言
- アンダルシア・アラビア語（スペイン語版） - アンダルシアで話されているアラビア語の方言
- アンダルス
- アントニ・ガウディの作品群
- アンプディア城
- イベリア航空
- イベリア半島
- イベリア半島の言語純化運動
- イベリア半島の地中海沿岸の岩絵
- イベリコ豚
- イベリスモ
- イベルワールド
- イベロアメリカ首脳会議
- イベロ・ロマンス語
- インディアス
- インディアス艦隊
- インディアス枢機会議
- インディアス総合古文書館
- インディテックス
- インファンテ (称号)
- ウエスカ県
- ウエルバ県
- アドリアーナ・ウガルテ
- ウベダ
- ウルヘル司教
- エア・コメット (スペイン)
- エア・ヨーロッパ (スペイン)
- 英西戦争
- 英西戦争 (1585年)
- 永代所有財産解放令
- エウスカル・エリア・ビルドゥ
- エウリック法典
- エスタディ・オリンピック・リュイス・コンパニス
- エスタディオ・サンティアゴ・ベルナベウ
- エスタディオ・ビセンテ・カルデロン
- エストレマドゥーラ語
- エストレマドゥーラ州
- エル・エスコリアル修道院
- エル・カミニート・デル・レイ
- エル・コレオ
- エルチェの椰子園
- エル・パイス
- エル・ムンド (スペイン)
- エル・ロシーオ
- エル・ロシーオの巡礼
- エンパナーダ
- エン・マレーア
- 王宮 (マドリード)
- 王立サン・フェルナンド美術アカデミー
- 王立造船所 (バルセロナ)
- オウレンセ・エンパルメ駅
- オウレンセ県
- オビエド
- オビエド大学
- オルチャータ

## か行
- アントニ・ガウディ
- カスティーリャ
- カスティーリャ人
- カスティーリャ・イ・レオン州
- カスティーリャ・ラ・ビエハ
- カスティーリャ＝ラ・マンチャ自治州議会
- カスティーリャ＝ラ・マンチャ自治州首相
- カスティーリャ・ラ・マンチャ州
- カサ・バトリョ
- カサ・ミラ
- カステリョン県
- ガスパチョ
- カセレス
- カセレス県
- カタラニート
- カタルーニャ音楽堂
- カタルーニャ共和主義左翼
- カタルーニャ語
- カタルーニャ公営鉄道
- カタルーニャ工科大学
- カタルーニャ語圏
- カタルーニャ州
- カタルーニャ人
- カタルーニャ美術館
- カタルーニャ民主集中
- カタルーニャ民主連合
- カディス県
- カトリック両王
- カナリア諸島
- カナリア大望遠鏡
- カバ (ワイン)
- カピロテ
- ガラホナイ国立公園
- ガリシア王国
- ガリシア共産党
- ガリシア語
- ガリシア自治州議会
- ガリシア社会主義者党
- ガリシア州
- ガリシア人
- ガリシア統一左翼
- ガリシア・ポルトガル語
- ガリシア民族主義ブロック
- カルリスタ戦争
- カルロス3世 (スペイン王)
- カンタブリア州
- カンタブリア人
- カンタブリア地域主義党
- カンプ・ノウ
- ギプスコア県
- 教皇子午線
- キリスト教徒の王たちのアルカサル
- グアダラハラ県
- クアトロ・トーレス・ビジネス・エリア
- グアルディア・シビル
- グアンチェ語
- グアンチェ族
- グエル公園
- グエル別邸
- クエンカ (スペイン)
- クエンカ県
- グラナダ県 (スペイン)
- グラナダ大学
- グラナダのアルハンブラ、ヘネラリーフェ、アルバイシン
- エンリケ・グラナドス
- グラン・カナリア空港
- クリックエアー
- クレマカタラーナ
- 芸術科学都市
- スペイン上院
- コア渓谷とシエガ・ベルデの先史時代の岩絵遺跡群
- コカ城
- 国王行進曲
- 国民党 (スペイン)
- コスタ・デル・アサアール
- コスタ・デル・ソル
- コスタ・ブラバ
- マリア・ドローレス・デ・コスペダル・ガルシーア
- 国会 (スペイン)
- コムネロスの反乱
- ゴヤ賞
- コラカオ
- コルテス (身分制議会)
- エルナン・コルテス
- コルドバ歴史地区
- コルドバ県 (スペイン)
- コルドバ (スペイン)
- コレヒドール (官職)
- コンキスタドール
- ラウル・ゴンサレス
- コンベルソ
- コンポステーラ・アベルタ

## さ行
- サグラダ・ファミリア
- ホセ・ルイス・ロドリゲス・サパテロ
- フランシスコ・ザビエル
- サモラ県
- ザラ (ファッションブランド)
- サラゴサ空港
- サラゴサ県
- サラマンカ
- サラマンカ空港
- サラマンカ県
- サラマンカ大学
- サラマンカの旧市街
- サン・イルデフォンソ条約
- サングリア
- サン・クリストバル・デ・ラ・ラグーナ
- サン・ジョルディの日
- サン・セバスティアン空港
- サン・セバスティアン国際映画祭
- サンタ・エウラリア大聖堂
- サンタ・クルス・デ・テネリフェ県
- サンタ・マリア・デ・グアダルーペ王立修道院
- サンタンデール銀行
- サンタンデール空港
- サンティアゴ・デ・コンポステーラ
- サンティアゴ・デ・コンポステーラ空港
- サンティアゴ・デ・コンポステーラ大学
- サンティアゴ・デ・コンポステーラの巡礼路
- サンティアゴ・デ・コンポステーラ列車脱線事故
- サン・パウ病院
- サン＝フェリペ号事件
- サン・フェルミン祭
- サン・ミジャンのユソ修道院とスソ修道院
- シウダ・レアル県
- シウダ・レアル・セントラル空港
- シエスタ
- シエラ・ネバダ天文台
- シェリー (ワイン)
- ジェンキンスの耳の戦争
- シッチェス・カタロニア国際映画祭
- シードル
- ジブラルタル
- ジブラルタル海峡
- 住宅省 (スペイン)
- ジュンツ・パル・シ
- 情熱のシーラ
- シル川 (スペイン)
- シルボ
- ジローナ県
- ジローナ＝コスタ・ブラバ空港
- 人民連合 (スペイン)
- スパンエアー- 航空会社。2012年に経営破綻
- スパンタックス
- スペイン
- スペイン黄金世紀
- スペイン海軍
- スペイン海軍艦艇一覧
- スペイン外人部隊
- スペインかぜ
- スペイン奇想曲
- スペイン狭軌鉄道
- スペイン共産党
- スペイン共和国
- スペイン銀行
- スペイン櫛
- スペイン軍
- スペイン芸術文学勲章
- スペイン継承戦争
- スペイン語
- スペイン航空宇宙軍
- スペイン語アルファベット
- フランコ体制下のスペイン
- スペイン国立管弦楽団
- スペイン国立航空宇宙技術研究所
- スペイン国立統計局
- スペイン社会労働党
- スペイン人
- スペイン人民戦線
- スペイン第一共和政
- スペイン第二共和政
- スペイン帝国
- スペイン内戦
- スペインによるアメリカ大陸の植民地化
- スペインの映画
- スペインの県
- スペインの言語
- スペインの国章
- スペインの国旗
- スペインの自治州一覧
- スペインの自治州歌
- スペインの自治州旗一覧
- スペインの宗教
- スペインの首相
- スペインの新聞一覧
- スペインの政党
- スペインの大学一覧
- スペインの地方行政区画
- スペインの鉄道
- スペインのユーロ硬貨
- スペインのユーロビジョン・ソング・コンテスト
- スペインのレース
- スペイン・ハプスブルク朝
- スペイン広場 (セビリア)
- スペイン辺境領
- スペイン陸軍
- スペイン料理
- スペイン列車爆破事件
- スペイン労働者委員会
- スペインワイン
- スペイン1812年憲法
- セウタ
- セゴビア県
- セゴビア旧市街と水道橋
- セビリア
- セビリア県
- セビリア空港
- セビリア大学
- セビリア大聖堂
- セファルディム
- セルカニアス
- セルカニアス バルセロナ
- セルカニアス バレンシア
- セルカニアス マドリード
- ミゲル・デ・セルバンテス
- セルバンテス文化センター
- 戦没者の谷
- ソパ・デ・アホ
- ソフィア王妃芸術センター
- ソリア県

## た行
- スペイン下院
- 第一次カスティーリャ継承戦争
- 太陽の沈まない国
- タイファ
- タパス
- タラゴナ
- タラゴナ県
- サルバドール・ダリ
- チャマルティン駅
- 中世スペイン語
- チュッパチャプス
- チョリソ
- 通商院
- テアトロ・レアル
- ティッセン＝ボルネミッサ美術館
- テイデ山
- テネリフェ・スール空港
- テネリフェ・ノルテ空港
- テルエル火力発電所
- テルエル県
- テルエルの戦い
- テレシンコ
- テレビシオン・エスパニョーラ
- 統一左翼 (スペイン)
- 闘牛
- 闘牛士
- 都市輸送公社 (バルセロナ)
- ドニャーナ国立公園
- トマティーナ
- トリハス
- トルティージャ
- トルデシリャス条約
- トーレ・アグバール
- トーレ・カハ・マドリッド
- トレド
- トレド県
- トレド大聖堂
- トーレ・ピカソ
- ドン (尊称)
- ドン・キホーテ
- ドン・ファン

## な行
- ナバス・デ・トロサ
- ナバス・デ・トロサの戦い
- ナバラ州
- ナバーラ州立大学
- ナバーラ住民連合
- 生ハムメロン
- 日西関係史
- 日系スペイン人
- ヌエストラ・セニョーラ・デル・ピラール聖堂

## は行
- バエサ
- パエリア
- ハエン県
- バスク語
- バスク自治州議会
- バスク社会党
- バスク人
- バスク祖国と自由 (ETA)
- バスク鉄道
- バスク料理
- バダホス県
- パトルーラ・アギラ
- パパス・アルガダス
- ハモン・イベリコ
- ハモン・セラーノ
- パラウ・サン・ジョルディ
- パラシオ・デ・デポルテス (マドリード)
- パラドール
- バリャドリッド
- バリャドリッド県
- バリャドリッド大学
- バルサローナ・アン・クムー
- バルセロナ
- バルセロナ・エル・プラット国際空港
- バルセロナオリンピック
- バルセロナ県
- バルセロナ現代美術館
- バルセロナ交通局
- バルセロナ・サンツ駅
- バルセロナ・スーパーコンピューティング・センター
- バルセロナ大学
- バルセロナ地下鉄
- バル・デ・ボイ
- パルマ・デ・マヨルカ空港
- バレアレス諸島
- バレンシア (スペイン)
- バレンシア空港
- バレンシア県
- バレンシア州
- バレンシア語
- バレンシア公営鉄道
- バレンシア地下鉄脱線事故
- パブロ・ピカソ
- バンキア
- パンプローナ空港
- ピカソ美術館 (バルセロナ)
- ビスカヤ県
- ビスカヤ橋
- ビトリア空港
- 火祭り (バレンシア)
- ヒホン国際映画祭
- ビルドゥ
- ビルバオ空港
- ビルバオ・グッゲンハイム美術館
- ピンチョス
- ファランヘ党
- フアン・カルロス1世
- ブエリング航空
- プエルタ・デ・エウローパ
- フェルナンド・イエロ
- 副王領
- フラメンコ
- フラメンコギター
- プラド美術館
- フランキスモ
- フランサ駅
- フランシスコ・フランコ
- プリメーラ・ディビシオン
- ブルゴス県
- ブルゴス大聖堂
- プルス・ウルトラ (モットー)
- プルマントゥール・エア
- 米西戦争
- ペセタ
- ヘネラリフェ
- ヘラクレスの塔
- ヘラクレスの柱
- アルフレード・ペレス・ルバルカバ
- ベンポスタ子ども共和国
- ポブレー修道院
- ポルトボウ駅
- ポンテベドラ県

## ま行
- マドリード - 首都
- マドリード・アリーナ
- マドリード音楽院
- マドリード国際アニメーション映画祭
- マドリード・コンプルテンセ大学
- マドリード州
- マドリード証券取引所
- マドリード＝セビリア高速鉄道線
- マドリード大学
- マドリード地下鉄
- マドリード＝バリャドリッド高速鉄道線
- マラガ＝コスタ・デル・ソル空港
- マラガ県
- マルカ (新聞)
- マレーア・アトランティカ
- ミガス
- ジョアン・ミロ
- 民主主義と自由
- ムイシェランガ
- ムデハル様式
- ムニシピオ
- ムラディ
- ムルシア＝サン・ハビエル空港
- ムルシア州
- 名誉あるメスタ会議
- メジナデルカンポ条約
- メスキータ
- メリダ (スペイン)
- メリリャ
- モサラベ
- モサラベ語
- モリスコ
- モリスコ追放
- モンセラット登山鉄道

## や行
- ユステ修道院

## ら行
- ラ・カハ・マヒカ
- ラ・グランハ宮殿
- ラス・パルマス県
- ラス・ベンタス闘牛場
- ラス・メドゥラス
- マリアーノ・ラホイ・ブレイ
- ラ・マンチャ
- ラ・リオハ州
- ラ・ロンハ・デ・ラ・セダ
- リアス・アルタス
- リアス・バイシャス
- リアス・バイシャス (DO)
- リア・デ・アロウサ
- リェイダ県
- リエゴ賛歌
- リーガ・エスパニョーラ
- リセウ大劇場
- リセウ高等音楽院
- リビア (スペイン)
- リヤドロ
- ルーゴ (スペイン)
- ルーゴ県
- レウス空港
- レオン県 (スペイン)
- レオン語
- レコンキスタ
- レンフェ
- ロエベ
- ロケ・デ・ロス・ムチャーチョス天文台
- ロデレロ

## 英字
- AISA I-11
- AVE(高速鉄道)
- BMR装甲兵員輸送車
- CAF (企業)
- CASA C-212
- CASA CN-235
- EITB
- FCバルセロナ
- GAL
- gnuLinEx
- IESE
- INTA-255
- INTA-300
- IRAM30m望遠鏡
- ISO 3166-2:ES
- NAO (陶器)
- RTVE交響楽団
- VEC装甲偵察車
- .cat
- .es

## 数字
- 1989年欧州議会議員選挙 (スペイン)
- 1994年欧州議会議員選挙 (スペイン)
- 1999年欧州議会議員選挙 (スペイン)
- 2004年欧州議会議員選挙 (スペイン)
- 2009年欧州議会議員選挙 (スペイン)
- 2014年欧州議会議員選挙 (スペイン)
- 1981年ガリシア自治州議会選挙
- 1985年ガリシア自治州議会選挙
- 1989年ガリシア自治州議会選挙
- 1993年ガリシア自治州議会選挙
- 1997年ガリシア自治州議会選挙
- 2001年ガリシア自治州議会選挙
- 2005年ガリシア自治州議会選挙
- 1983年カンタブリア自治州議会選挙
- 1987年カンタブリア自治州議会選挙
- 1977年スペイン総選挙
- 1979年スペイン総選挙
- 1982年スペイン総選挙
- 1986年スペイン総選挙
- 1989年スペイン総選挙
- 1993年スペイン総選挙
- 1996年スペイン総選挙
- 2000年スペイン総選挙
- 2004年スペイン総選挙
- 2008年スペイン総選挙
- 2011年スペイン総選挙
- 2015年スペイン総選挙
- 2016年スペイン総選挙
- 2019年4月スペイン総選挙
- 2019年11月スペイン総選挙
- 2023年スペイン総選挙
- 2001年バスク自治州議会選挙
- 23-F